# Oligomyrmex acutus
Oligomyrmex acutus är en myrart som beskrevs av Weber 1952. Oligomyrmex acutus ingår i släktet Oligomyrmex och familjen myror. Inga underarter finns listade i Catalogue of Life.